# Herb Benz
Herb Benz – herb gminy Benz stanowi dwudzielną w słup oraz w pas hiszpańską tarczę herbową, na której w pierwszym srebrnym polu ułożona skośnie w lewo czarna gałąź dębu z trzema zielonymi liśćmi oraz dwoma złotymi żołędziami; w drugim niebieskim polu dwie srebrne ryby jedna nad drugą, ryba u góry skierowana w lewo; w trzecim czerwonym polu złoty kłos z trzema czarnymi wąsami. 
Herb został zaprojektowany przez Achima Zoll z Lipska i zatwierdzony 22 lutego 1979 przez Ministerstwo Spraw Wewnętrznych.

## Objaśnienie herbu
Symbole w herbie symbolizują główne gałęzie dochodów ludności gminy: gałąź dębu symbolizuje gospodarkę leśną, ryby symbolizują rybołówstwo a kłos rolnictwo.